# Ogdensburg (Nueva York)
Ogdensburg, fundada en 1868, es una ciudad ubicada en el condado de Saint Lawrence en el estado estadounidense de Nueva York. En el año 2000 tenía una población de 11,346 habitantes y una densidad poblacional de 942.1 personas por km². La ciudad cuenta con su propia terminal aérea internacional, el Aeropuerto Internacional de Ogdensburg, al sur de la ciudad.

## Geografía
Según la Oficina del Censo, la ciudad tiene un área total de 21,1 km² (8,1 mi²), de la cual 13,1 km² (5,1 mi²) es tierra y 8 km² (3,1 mi²) (0%) es agua.

## Demografía
Según la Oficina del Censo en 2000 los ingresos medios por hogar en la localidad eran de $27,954, y los ingresos medios por familia eran $36,236. Los hombres tenían unos ingresos medios de $32,358 frente a los $21,485 para las mujeres. La renta per cápita para la localidad era de $12,650. Alrededor del 18.3% de la población estaban por debajo del umbral de pobreza.